# マンシージャ・デ・ラ・シエラ
マンシージャ・デ・ラ・シエラ(スペイン語: Mansilla de la Sierra)は、スペイン・ラ・リオハ州のムニシピオ（基礎自治体）。ラ・リオハ州西部にあり、コマルカ（郡）としてはアンギアーノの構成自治体のひとつである。面積は84.76km2であり、2015年の人口は71人だった。
中心部の標高は約950m。ナヘラまでの距離は43km、州都ログローニョまでの距離は72km。ウシ・ヒツジ・ヤギなどの牧畜が主産業である。

## 歴史

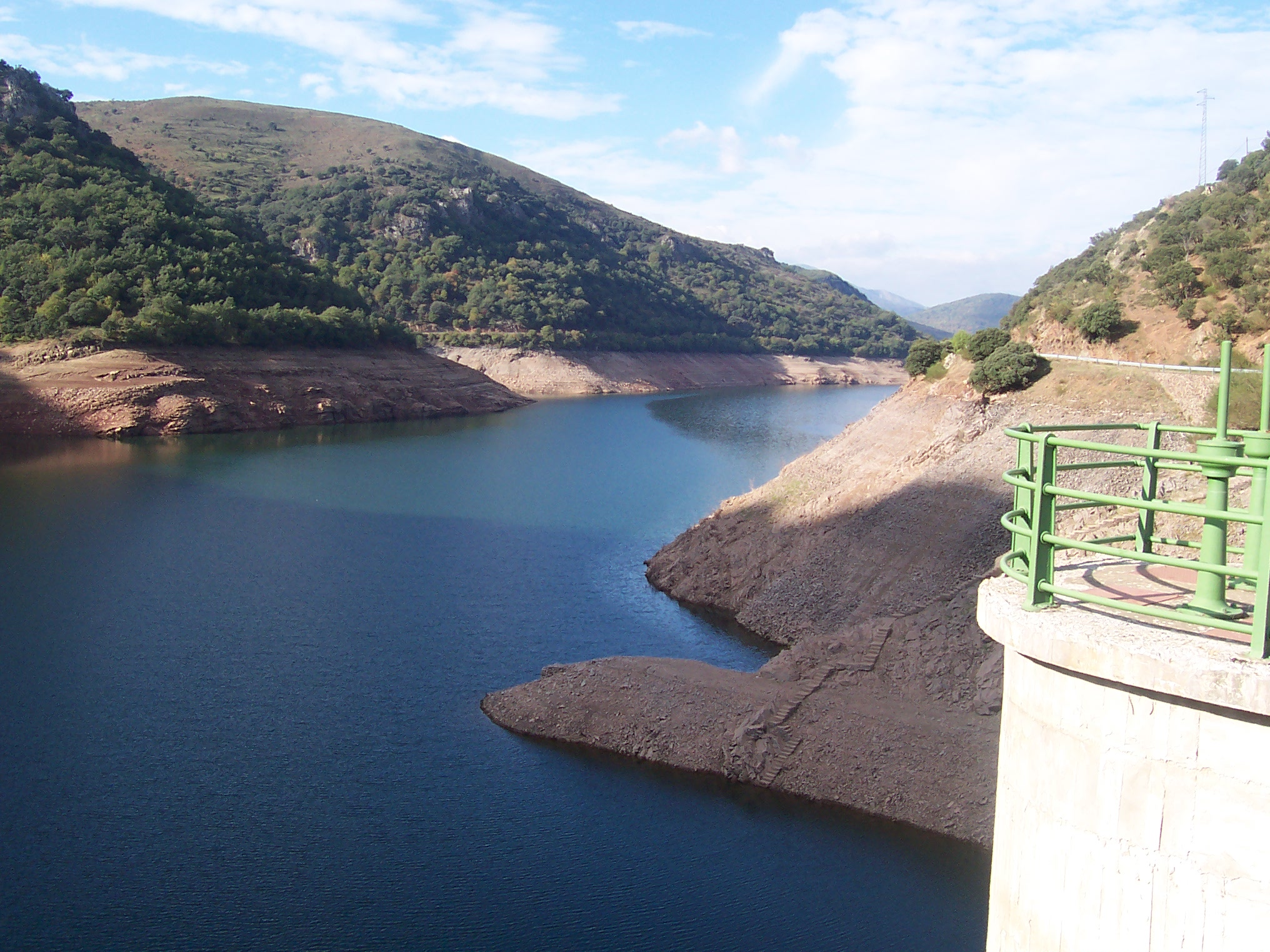
マンシージャ貯水池

かつての集落は現在の場所から300m南にあった。1900年には585人の人口があり、10,000頭以上のウシが飼育されていた。バルセロナ出身の小説家であるアナ・マリア・マトゥテは、幼少時代に祖父母とマンシージャの旧集落で夏季を過ごした。1935年にはダムの建設が計画され、スペイン内戦などで25年以上計画は中断していたものの、フランコ政権下で灌漑や発電用のダムが建設された。1940年には591人、1950年には490人の人口があったが、1958年冬には貯水が開始され、1960年にはマンシージャの集落がマンシージャ貯水池の底に沈んだ。多くの住民はマンシージャを離れ、1960年の人口は149人となった。
1959年には現在の場所にマンシージャ・デ・ラ・シエラ地区が建設された。貯水池の水量は9月から10月に最小となり、貯水池の底から教会や建物の残骸が現れる。貯水池の水はナヘリリャ川となって北北西に流れ、アンギアーノ、ボバディーリャ、バーニョス・デ・リオ・トビア、ナヘラなどを通った後に、トレモンタルボでエブロ川の本流に注いでいる。今日の自治体はマンシージャ・デ・ラ・シエラ地区とタブラーダス地区で構成される。

## 人口
| マンシージャ・デ・ラ・シエラの人口推移 1842－2011       |
|                                                         |
| 出典:INE（スペイン国立統計局）1900年 - 1991年、1996年 - |

## 政治
| 任期      | 首長名                        | 政党         |
| --------- | ----------------------------- | ------------ |
| 1979–1983 | Antonio Matute Medel          | 民主連合(CD) |
| 1983–1987 | José Mª Peña González         | PSOE         |
| 1987–1991 | José Mª Peña González         | PSOE         |
| 1991–1995 | José Mª Peña González         | PSOE         |
| 1995–1999 | José Mª Peña González         | PSOE         |
| 1999–2003 | José Mª Peña González         | PSOE         |
| 2003–2007 | José Eduardo Losa Matute      | PP           |
| 2007–2011 | José Manuel Ballesteros Pablo | PSOE         |
| 2011–2015 | José Manuel Ballesteros Pablo | PSOE         |
| 2015–2019 | José Manuel Ballesteros Pablo | PSOE         |
| 2019–2023 | n/d                           | n/d          |
| 2023–     | n/d                           | n/d          |